# Milhac-de-Nontron
Milhac-de-Nontron, okzitanisch Milhac de Nontronh, ist eine französische Gemeinde mit 512 Einwohnern (Stand 1. Januar 2022) im Norden des Départements Dordogne in der Region Nouvelle-Aquitaine (vor 2016 Aquitanien). Sie gehört zum Arrondissement Nontron, zum Kanton Périgord Vert Nontronnais und zum Gemeindeverband  Périgord Nontronnais. Die Einwohner werden Milhacois bzw. Milhacoises genannt.

## Etymologie
Die Bezeichnung Milhac leitet sich vom gallorömischen Eigennamen Emelius ab – seinerseits hervorgegangen aus dem Lateinischen Aemelius – versehen mit dem Suffix –acum (Aemeliacum), das als Ortsangabe oder Besitzanspruch fungiert (Gut des Aemelius).
Da mehrere Milhacs existieren, wurde zur weiteren Spezifizierung de Nontron angehängt – Nontron ist die nächstgrößere Stadt und Subpräfektur.

## Geographie

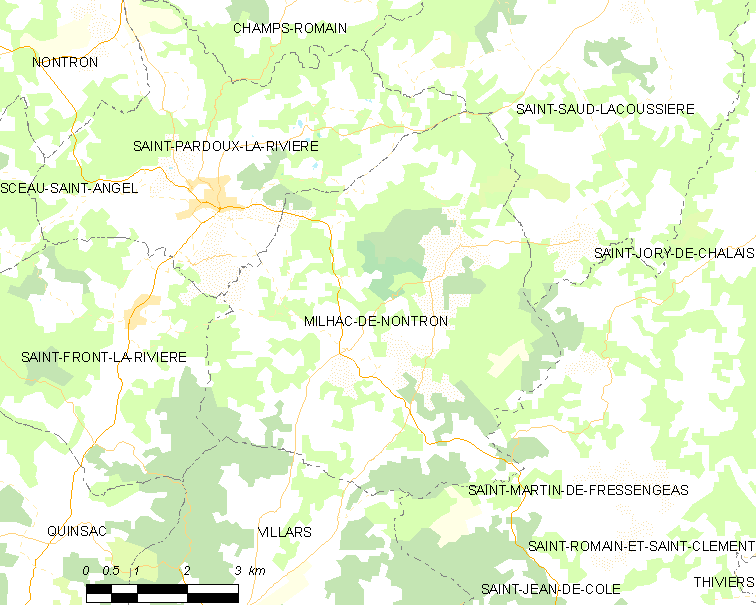
Lagekarte von Milhac-de-Nontron

Milhac-de-Nontron liegt auf halbem Weg zwischen Nontron und Thiviers, knappe 12 Kilometer (Luftlinie) von beiden Städten entfernt. Nach dem im Nordwesten gelegenen Saint-Pardoux-la-Rivière sind es 4 Kilometer (ebenfalls Luftlinie).
Die Gemeinde wird von folgenden fünf Nachbargemeinden umgeben:
| Saint-Pardoux-la-Rivière |                                             | Saint-Saud-Lacoussière      |
| Saint-Front-la-Rivière   | Kompassrose, die auf Nachbargemeinden zeigt |                             |
|                          | Villars                                     | Saint-Martin-de-Fressengeas |

Zum sehr großen Gemeindegebiet von Milhac-de-Nontron – flächenmäßig nach Saint-Saud-Lacoussière die zweitgrößte Gemeinde im Kanton Périgord Vert Nontronnais – gehören neben dem Ortskern zahlreiche Weiler, Gehöfte, Mühlen, Herrensitze und Geländepunkte:
Au Petit Bos, Aux Boueygues, Belle Combe, Bois de Vitrac, Bordessoule, Chantres, Chez Billat, Coudert Ferry, Croze, Fontaine de Cardissou, Fousseyraud, Grosse Motte, La Bierge, La Coutille, La Fouillarge, La Gare, La Garelie, La Glaudie, La Grange, La Grelière, La Lande (zweimal), La Marthonie, La Mothe, La Privadie, La Robinie, La Roussarie, Labat, Lajaunie, Lamidet, Le Chadeuil, Le Chatenet, Le Chaudeau, Le Jord, Le Moulin de Chantres, Le Moulin de Panit, Le Moulin de Piogeat, Le Petit Moulin, Le Saudet, Le Soulier, Le Taravaud, Les Boissières, Les Combes, Les Fayes, Les Garroux, Les Grandes Terres, Les Jarisses, Les Landes de Pauthiers, Les Moulières, Les Vignes, Magnac, Maimbot, Mathaly, Maumont, Mazeroux, Mortegoutte, Négretterie, Panit, Peyrelevade, Piogeat, Planche Famy und Puyriol.
Der topographisch tiefste Punkt des Gemeindegebietes liegt mit 151 Metern über dem Meer am Ruisseau de Chantres im Nordwesten, an der Grenze zu Saint-Pardoux-la-Rivière; der höchste Punkt mit 331 Metern befindet sich an der Nordostecke. Die maximale Höhendifferenz beträgt 180 Meter. Der Ortskern befindet sich auf 179 Meter Meerhöhe.

### Verkehrsanbindung
Der Ortskern von Milhac-de-Nontron wird von der D 707 von Saint-Pardoux-la-Rivière nach Saint-Jean-de-Côle und Thiviers in südöstlicher Richtung durchquert. Den Ortskern kreuzt ferner die von Nordosten kommende D 82 E 1, die nach Villars weiterführt. Die D 82 von Saint-Saud-Lacoussière nach Villars durchzieht das Gemeindegebiet etwa 1,5 Kilometer östlich vom Ortskern in südsüdwestlicher Richtung. Den äußersten Norden berührt die D 83 E, ein Abzweig der D 82 nach Saint-Pardoux-la-Rivière. Eine Kommunalstraße verbindet den Ortskern mit Saint-Front-la-Rivière.
Milhac-de-Nontron besaß einst einen Bahnhof an der mittlerweile stillgelegten Bahnstrecke Quéroy-Pranzac–Thiviers. Die Trasse ist jetzt ein beliebter Fahrrad- und Wanderweg.

### Fernwanderweg
Die Ostgrenze des Gemeindegebietes von Milhac-de-Nontron wird vom Fernwanderweg GR 654 von Châlus nach Périgueux berührt (mittlerweile GR 361).

### Bodenbedeckung

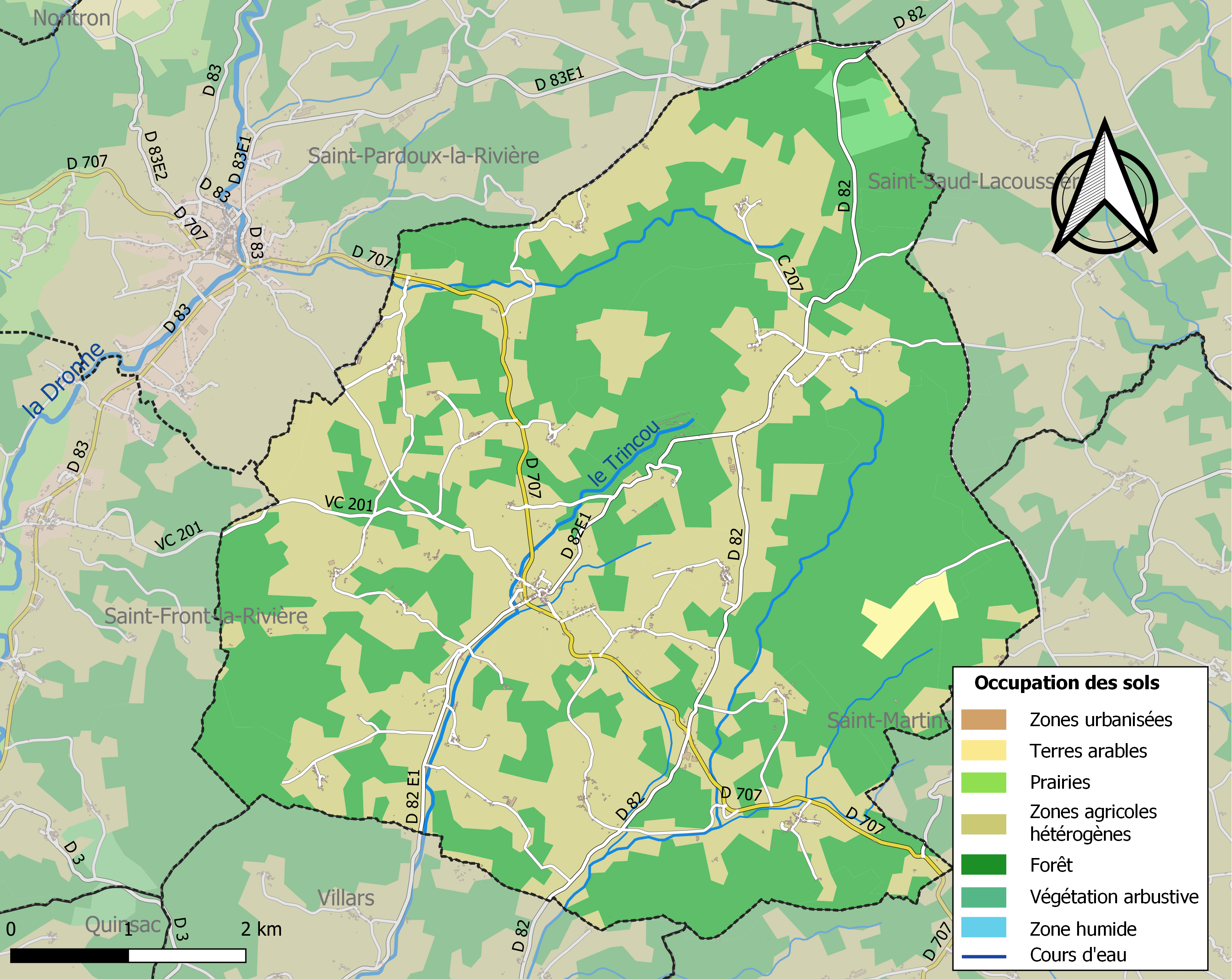
Bodenbedeckung in Milhac-de-Nontron

Die Bodenbedeckung der Gemeinde Milhac-de-Nontron schlüsselt sich im Jahr 2018 gemäß der europäischen Datenbank CORINE Land Cover (CLC) wie folgt auf:
- Wälder – 54,1 %
- heterogene landwirtschaftliche Nutzung – 44,4 %
- Buschwerk – 0,8  %
- Ackerland – 0,7 %.

Wälder und seminaturelle Ländereien stehen im Vordergrund, sie sind von 53,0 % im Jahr 1990 auf 54,9 % im Jahr 2018 angewachsen.

## Klima
Die Gemeinde Milhac-de-Nontron besitzt ein abgeschwächtes ozeanisches Klima, das sich durch folgende Parameter auszeichnet:
| Klimaparameter im Zeitraum 1971–2000 - Jahresmittel: 12,1 °C - Anzahl der Tage unter −5 °C: 3,3 - Anzahl der Tage oberhalb 30 °C: 6,9 - Maximum im Tages-Temperaturunterschied: 15,1 °C - Jahresniederschlag: 1089 mm - Niederschlagstage im Januar: 13,3 - Niederschlagstage im Juli: 7,3 |

Durch den Klimawandel zeichnen sich Erhöhungen im Jahresmittel ab, die sich bereits auch bemerkbar machen. So ist beispielsweise an der 56 Kilometer entfernten Wetterstation am Flughafen von Limoges-Bellegarde das langjährige Jahresmittel von 11,2 °C für 1971–2000 über 11,4 °C für 1981–2010 auf 11,8 °C für 1991–2020 angestiegen – ein Zuwachs um 0,6 °C innerhalb von 20 Jahren.

## Hydrographie

Hydrographische Karte von Milhac-de-Nontron

Der Ortskern wird in südwestlicher Richtung vom Trincou durchflossen, ein rechter Nebenarm der Côle. Der Verlauf der Randstörung des Grundgebirges macht sich im Flussprofil des Trincous oberhalb des Ortszentrums als Knickpunkt deutlich bemerkbar.
Der Ostteil des Gemeindegebietes wird vom Ruisseau de l'Étang Rompu und seinem rechten Nebenarm entwässert. Der Ruisseau de l'Étang Rompu fließt ebenfalls nach Südwesten ab, um dann bei Villars seinerseits in den Trincou zu münden.
Der Ruisseau de Chantres entwässert anfangs in Nordost-Südwest-Richtung den Norden der Gemeinde, biegt aber mit Verlassen des Grundgebirges nach Westen ab und mündet in Saint-Pardoux-la-Rivière linksseitig in die Dronne.
Alle genannten Flussläufe gehören zum Flusssystem Isle-Dronne.
Die Gesamtlänge des Entwässerungsnetzes der Gemeinde Milhac-de-Nontron beträgt 22 Kilometer.

## Geologie

Geologische Karte von Milhac-de-Nontron

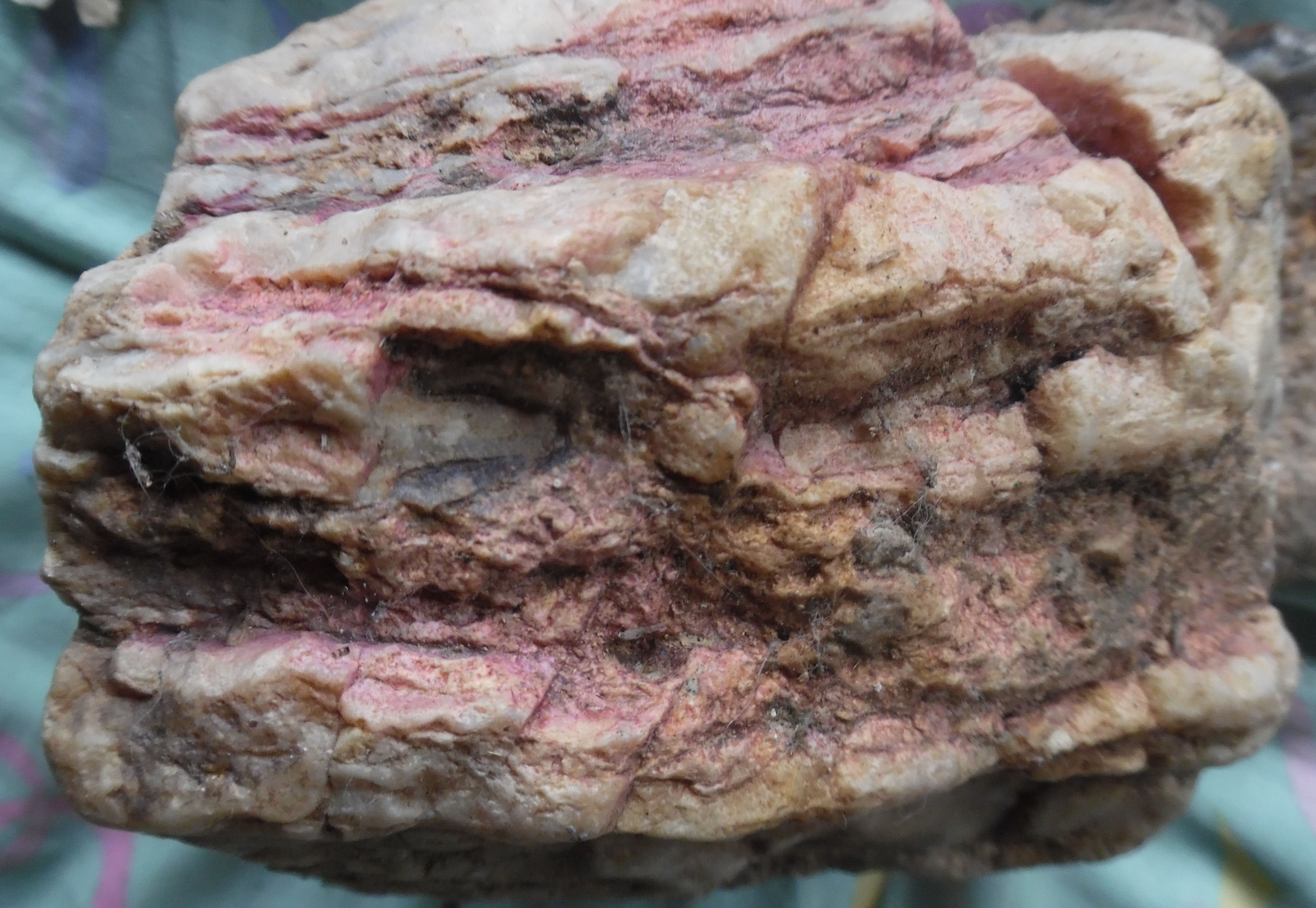
Entlang der Randstörung rekristallisiertes und verkieseltes dolomitisches Hettangium von Milhac-de-Nontron

Das Gemeindegebiet von Milhac-de-Nontron wird bedingt durch die Randstörung des nordwestlichen Massif Central in zwei sehr unterschiedliche Bereiche geteilt: das Gebiet im Nordosten gehört dem metamorphen, variszischen Grundgebirge an, wohingegen der Südwestsektor den Rand des nordöstlichen Aquitanischen Beckens darstellt. Die Randstörung macht sich auch topographisch bemerkbar, so wurde an ihr das Grundgebirge gegenüber den Beckensedimenten herausgehoben.
Das Grundgebirge besteht vorwiegend aus neoproterozoischen Glimmerschiefern der Parautochthonen Glimmerschiefereinheit (ξ1). Bei Lajaunie im Norden ist ein kleines Vorkommen des Saint-Mathieu-Leukogranits (γ2b-m) in den Glimmerschiefern erhalten geblieben. Die Glimmerschiefer gehören gewöhnlich zur Staurolithzone, können aber bei Chantres auch die Disthenzone erreichen. Sie streichen gewöhnlich Nordwest und fallen mit 17 bis 45° nach Nordost ein. Erkennbare Lineare zeigen flach nach Südost.
Die flachliegenden Sedimente setzen transgressiv im Lias ein. Unterstes aufgeschlossenes Schichtglied sind Sandsteine und Konglomerate des Unteren Hettangiums (Formation l1 westlich von Les Moulières). Es folgen Dolomite, dolomitische Mergel und feinkörnige Sandsteine des Oberen Hettangiums (Formation l2). Dieses Schichtglied findet sich auch auf dem Grundgebirge jenseits der Randstörung(en) und liegt dann stark verkieselt vor. Nächsthöheres Schichtglied sind Kalke und teils dolomitische Oolithkalke des Sinemuriums (Formation l3-4), die ebenfalls verkieselt sein können. Der Lias schließt mit Tonsteinen des Toarciums (Formation l7-9), Pliensbachium fehlt. Der Lias wird vom Dogger überlagert, in der Regel Oolithkalke und kryptokristalline Kalke des Oberbajocs (Formationen j1b und j1c-2a) und des Bathoniums (Formation j2b). Bei Milhac ist der Dogger rekristallisiert. Südlich und westlich des Ortskerns transgredieren über das Bathonium die Kreidekalkschichten des Cenomaniums (Formation c1-2). An der Südgrenze sind auch noch überlagerndes Ligérien (Formation c3a) und Unteres Angoumien (Formation c3b) zu sehen.
Die Randstörung wird von (wahrscheinlich) eozänem Sidérolithique gesäumt – rote, tonige, eisenreiche Sande der Formation e-p. Hanglagen werden oft von pleistozänem Alluvium (Flussschotter der Formation Fs und daraus hervorgegangenem Kolluvium (Formation CF')) maskiert. Die Glimmerschiefer des Grundgebirges im Nordosten werden weitflächig von Kolluvium der Formation AC verdeckt, das wahrscheinlich aus der Würm-Kaltzeit stammen dürfte. Südlich von La Marthonie liegt Kalkhangschutt aus der Würm-Kaltzeit (Formation GP). Die sich südwestlich der Randstörung weitenden Talungen des Trincou und des Ruisseau de l'Étang Rompu sind mit  würmzeitlichen bis holozänem Alluvium verfüllt (Formation K).
Die Randstörung macht nördlich des Ortskerns einen bedeutenden Richtungswechsel von Nordwest nach Nordnordwest. Sie wird beckenwärts von mehreren sekundären Störungen begleitet, die oft parallel zu diesen beiden Richtungen verlaufen, aber auch Nordnordost, Nordost und Ostnordost orientiert sein können. Bei Chantres im Norden spaltet die Randstörung in zahlreiche Riedelbrüche auf, welche auf einen zusätzlichen seitenverschiebenden Charakter hinweisen. Gleichzeitig erscheint hier konsolidiertes Alluvium (bis zu 30 Meter mächtige Sande und Kiese) der Formation H-F, das bis zu 30 Zentimeter große Grundgebirgsgerölle enthält und als Eozän/Pliozän angesehen wird.
An Mineralisierungen sind zu erwähnen: Baryt an der Basis von verkieseltem Liaskalk bei Maumont, sowie Mangan, ebenfalls bei Maumont. Im Sidérolithique enthaltener Kaolin zur Porzellanherstellung wurde einst bei Croze abgebaut.

## Ökologie

### Naturpark
Die Gemeinde Milhac-de-Nontron bildet seit 1998 einen integralen Bestandteil des Regionalen Naturparks Périgord-Limousin.

### Schutzgebiet
Das Einzugsgebiet des Ruisseau de Chantres (als Teil des Dronne-Oberlaufs) im Norden der Gemeinde Milhac-de-Nontron ist gemäß Natura 2000 unter Schutz gestellt worden.

## Geschichte

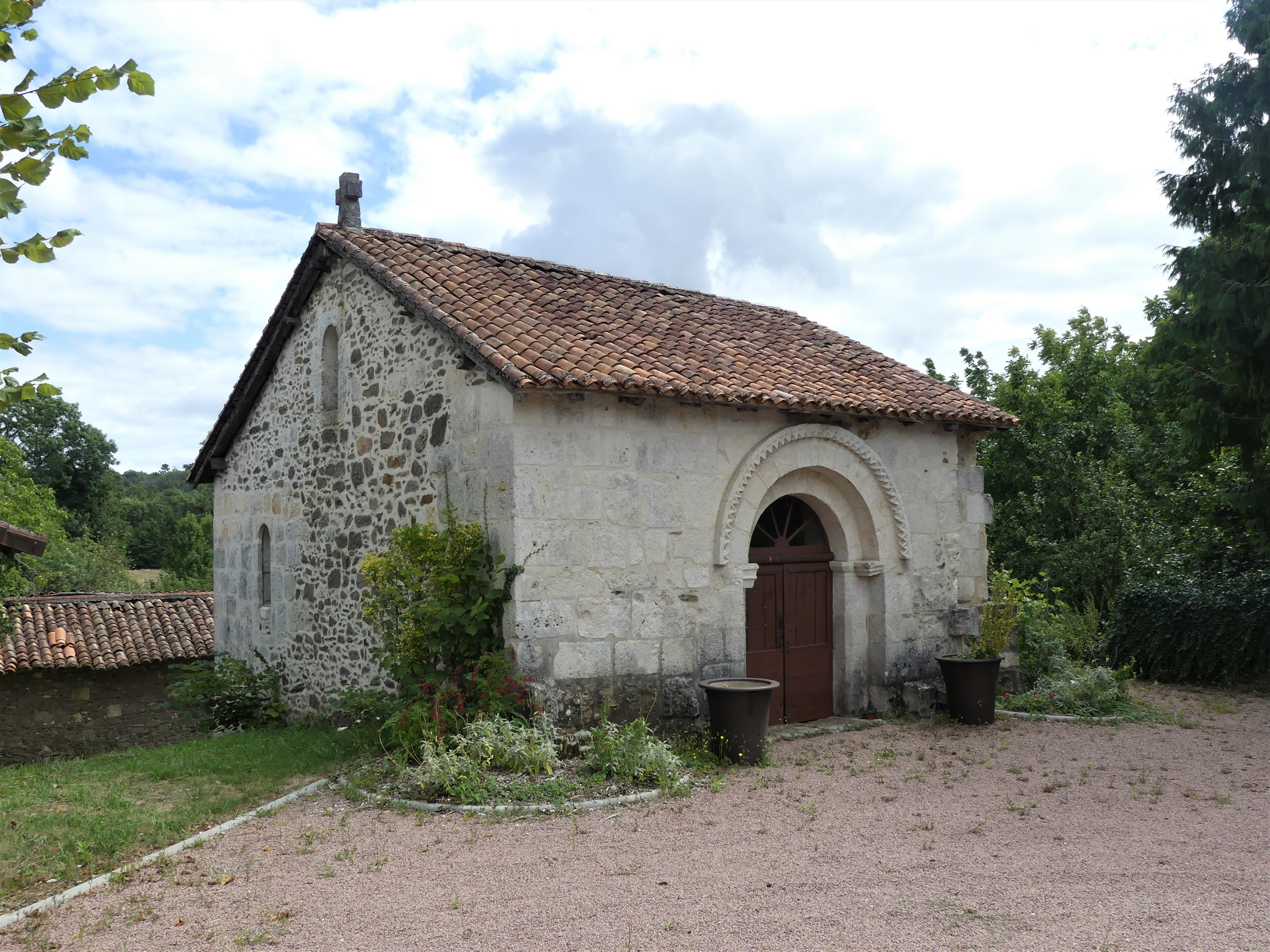
Die Kapelle von Chantres

Die Spuren der Anwesenheit des Menschen gehen in Milhac-de-Nontron mindestens bis ins Neolithikum zurück (Funde bei Piogeat, Grabungen bei Tabanou). Auch Reste der Megalithkultur sind erhalten (Menhire und ein Tumulus bei Coudert Ferry). Die romanische Kapelle in Chantres stammt aus dem 12. Jahrhundert, einziger Überrest des ehemaligen Zisterzienser-Priorats Saint-Blaise, das zum Kloster Dalon gehörte. Die Wehrkirche Saint-Martin im Ortskern von Milhac unterstand dem Templerorden. Aus dem 12. Jahrhundert ist noch eine weitere Kapelle erhalten, zu sehen beim Herrensitz La Glaudie aus dem 15. Jahrhundert. Das Eingangsportal vom Herrensitz in Milhac geht auf das 16. Jahrhundert zurück. Der Herrensitz von Magnac wurde im 16. und 17. Jahrhundert erbaut, der von Le Taravaud im 17. Jahrhundert.

## Bevölkerungsentwicklung
| Jahr | Einwohner |  |
| 1962 | 800       |  |
| 1968 | 740       |  |
| 1975 | 702       |  |
| 1982 | 636       |  |
| 1990 | 573       |  |
| 1999 | 611       |  |
| 2006 | 603       |  |
| 2007 | 602       |  |
| 2008 | 601       |  |
| 2013 | 541       |  |
| 2015 | 526       |  |
| 2017 | 505       |  |
| 2019 | 492       |  |

Quelle: INSEE
Die Bevölkerung in Milhac-de-Nontron war bis 1990 stetig im Rückgang begriffen, hatte sich aber seitdem wieder etwas stabilisiert, um dann ab 2008 erneut abzunehmen.

## Präsidentschaftswahlen 2022
| Kandidaten                       | Kandidaten            | Parteien                      | Parteien            | 1. Wahlgang | 1. Wahlgang | 2. Wahlgang | 2. Wahlgang |
| Kandidaten                       | Kandidaten            | Parteien                      | Parteien            | Stimmen     | %           | Stimmen     | %           |
| -------------------------------- | --------------------- | ----------------------------- | ------------------- | ----------- | ----------- | ----------- | ----------- |
|                                  | Emmanuel Macron       | En marche !                   | EM                  | 83          | 21,90 %     | 180         | 52,94 %     |
|                                  | Marine Le Pen         | Front national                | FN                  | 99          | 26,12 %     | 160         | 47,06 %     |
|                                  | Jean-Luc Mélenchon    | Front de gauche               | FDG                 | 69          | 18,20 %     |             |             |
|                                  | Éric Zemmour          | Reconquête                    |                     | 34          | 8,97 %      |             |             |
|                                  | Valérie Pécresse      | Les Républicains              | LR                  | 25          | 6,59 %      |             |             |
|                                  | Jean Lassalle         | Résistons !                   | R                   | 26          | 6,86 %      |             |             |
|                                  | Anne Hidalgo          | Parti socialiste              | PS                  | 4           | 1,06 %      |             |             |
|                                  | Fabien Roussel        | Parti communiste français     | PC                  | 13          | 3,43 %      |             |             |
|                                  | Nicolas Dupont-Aignan | Debout la République          | DLR                 | 4           | 1,06 %      |             |             |
|                                  | Yannick Jadot         | Europe Écologie-Les Verts     | EELV                | 12          | 3,17 %      |             |             |
|                                  | Nathalie Arthaud      | Lutte Ouvrière                | LO                  | 3           | 0,79 %      |             |             |
|                                  | Philippe Poutou       | Nouveau Parti anticapitaliste | NPA                 | 7           | 1,85 %      |             |             |
|                                  |                       |                               |                     |             |             |             |             |
| Gesamt                           | Gesamt                | Gesamt                        | Gesamt              | 379         | 100 %       | 340         | 100 %       |
|                                  |                       |                               |                     |             |             |             |             |
| Gültige Stimmen                  | Gültige Stimmen       | Gültige Stimmen               | Gültige Stimmen     | 379         | 97,93 %     | 340         | 87,40 %     |
| Ungültige Stimmen                | Ungültige Stimmen     | Ungültige Stimmen             | Ungültige Stimmen   | 8           | 2,07 %      | 49          | 12,60 %     |
| Wahlbeteiligung                  | Wahlbeteiligung       | Wahlbeteiligung               | Wahlbeteiligung     | 387         | 77,56 %     | 389         | 77,96 %     |
| Enthaltungen                     | Enthaltungen          | Enthaltungen                  | Enthaltungen        | 112         | 22,44 %     | 110         | 22,04 %     |
| Registrierte Wähler              | Registrierte Wähler   | Registrierte Wähler           | Registrierte Wähler | 499         |             | 499         |             |
|                                  |                       |                               |                     |             |             |             |             |
| Quelle: Ministère de l'Intérieur |                       |                               |                     |             |             |             |             |

Die Präsidentschaftswahlen 2022 in Milhac-de-Nontron konnte Emmanuel Macron für sich entscheiden.

## Ökonomie

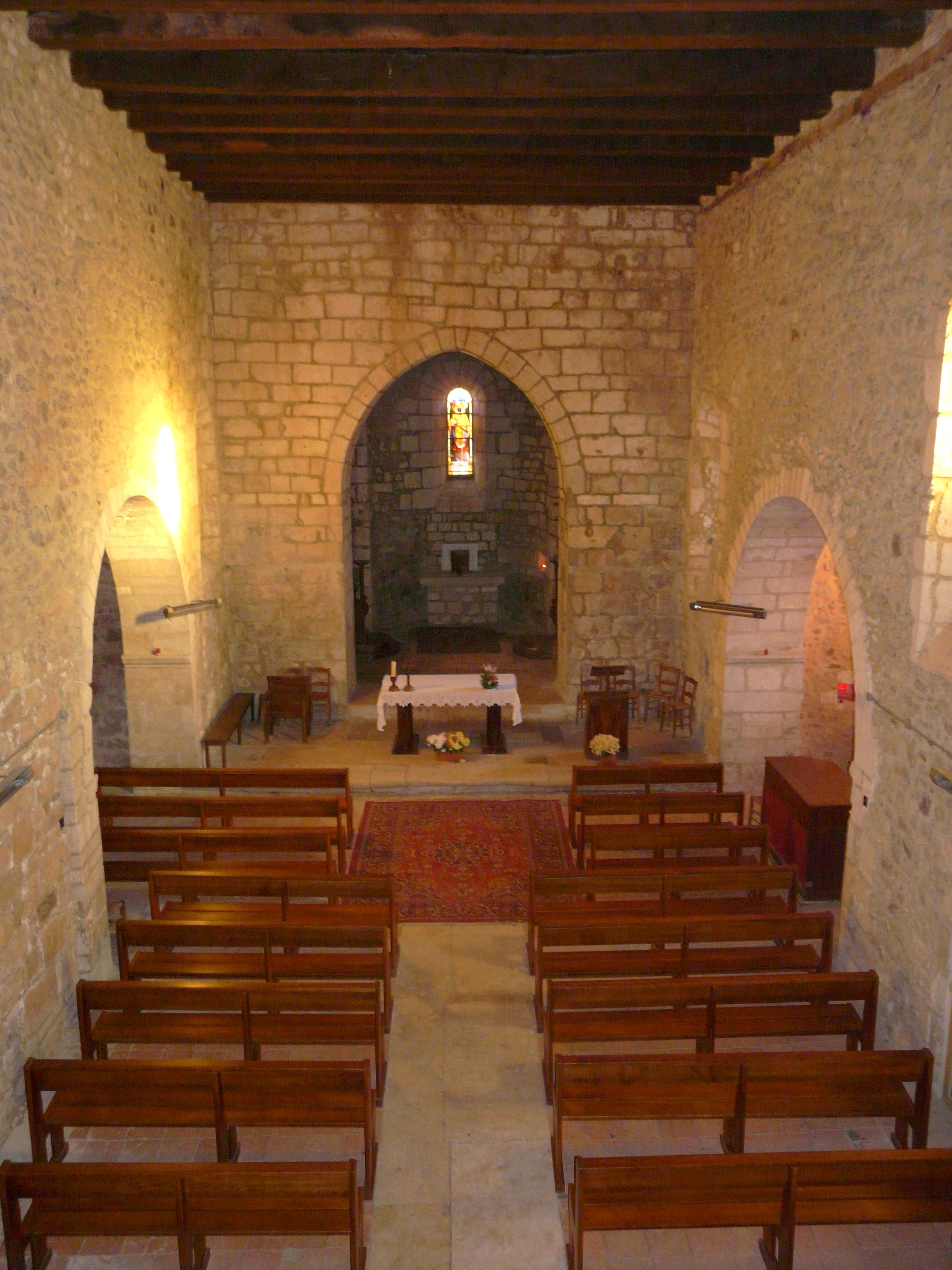
Die Templerkirche Saint-Martin von innen

### Beschäftigung
Im Jahr 2015 betrug die erwerbsfähige Bevölkerung zwischen 15 und 64 Jahren in Milhac-de-Nontron 182 Personen; dies entspricht 34,6 % der Gesamtbevölkerung. Die Zahl der Arbeitslosen stieg im Vergleich zu 2010 von 18 auf 21, die Arbeitslosenquote liegt somit jetzt bei 11,5 %.

### Unternehmen
Am 31. Dezember 2015 waren 65 Unternehmen in der Gemeinde ansässig, davon 35 im Sektor Handel, Transport oder Dienstleistungen, 15 in Landwirtschaft, Forsten und Fischerei, 7 im Baugewerbe, 5 in der Industrie und 3 im Sektor Verwaltung, Lehre, Gesundheit oder Soziales.

## Sehenswürdigkeiten
- Romanische Kapelle von Chantres aus dem 12. Jahrhundert
- Wehrkirche Saint-Martin in Milhac mit Kirchenschiff aus dem 14. Jahrhundert
- Herrensitz La Glaudie aus dem 15. Jahrhundert
- Herrensitz in Milhac aus dem 16. Jahrhundert
- Herrensitz von Magnac aus dem 16. Jahrhundert
- Herrensitz von Le Taravaud aus dem 17. Jahrhundert
- Ein Gebäude aus dem 19. Jahrhundert bei Fousseyraud, seit 1974 Monument historique

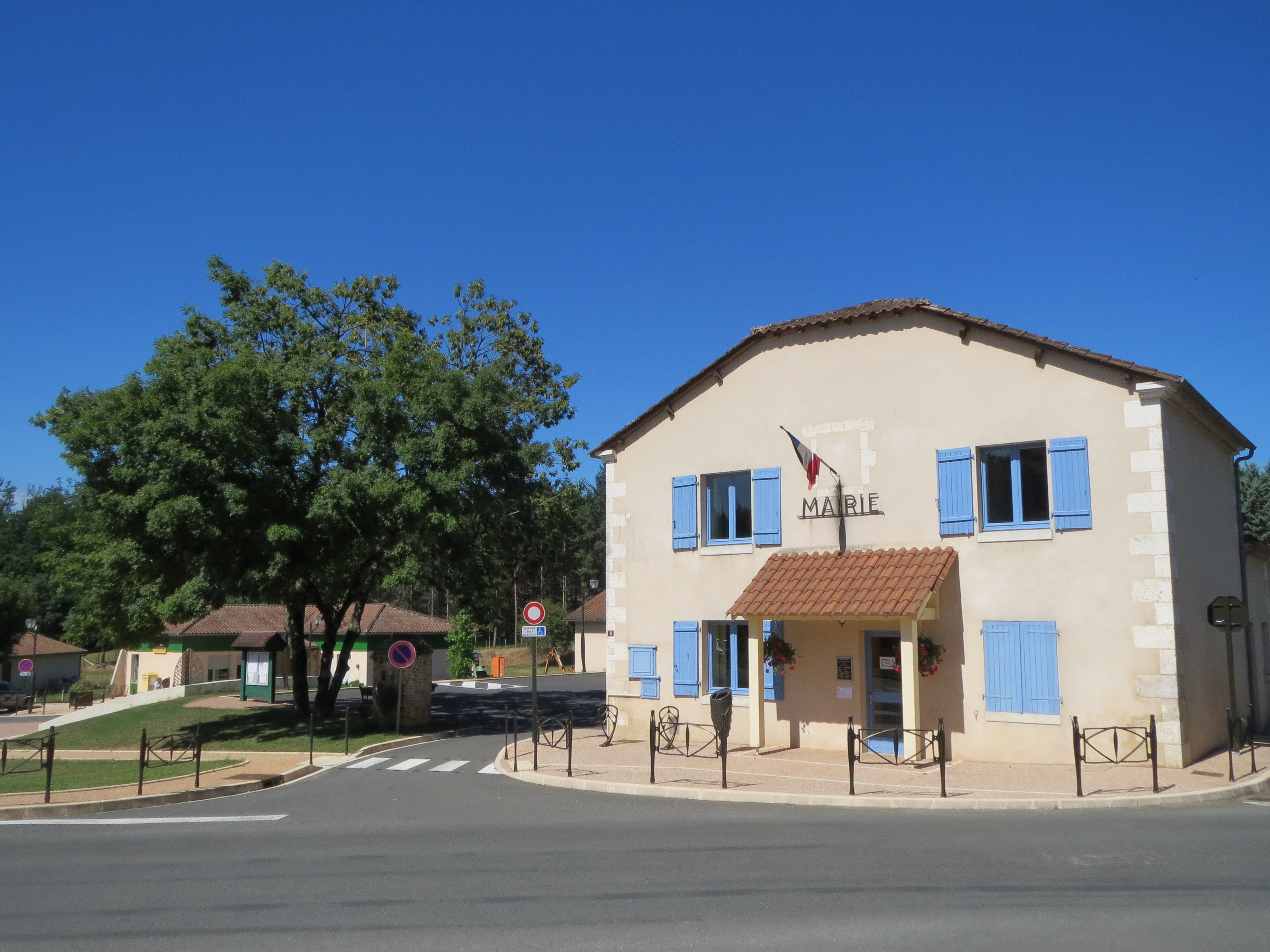
Mairie
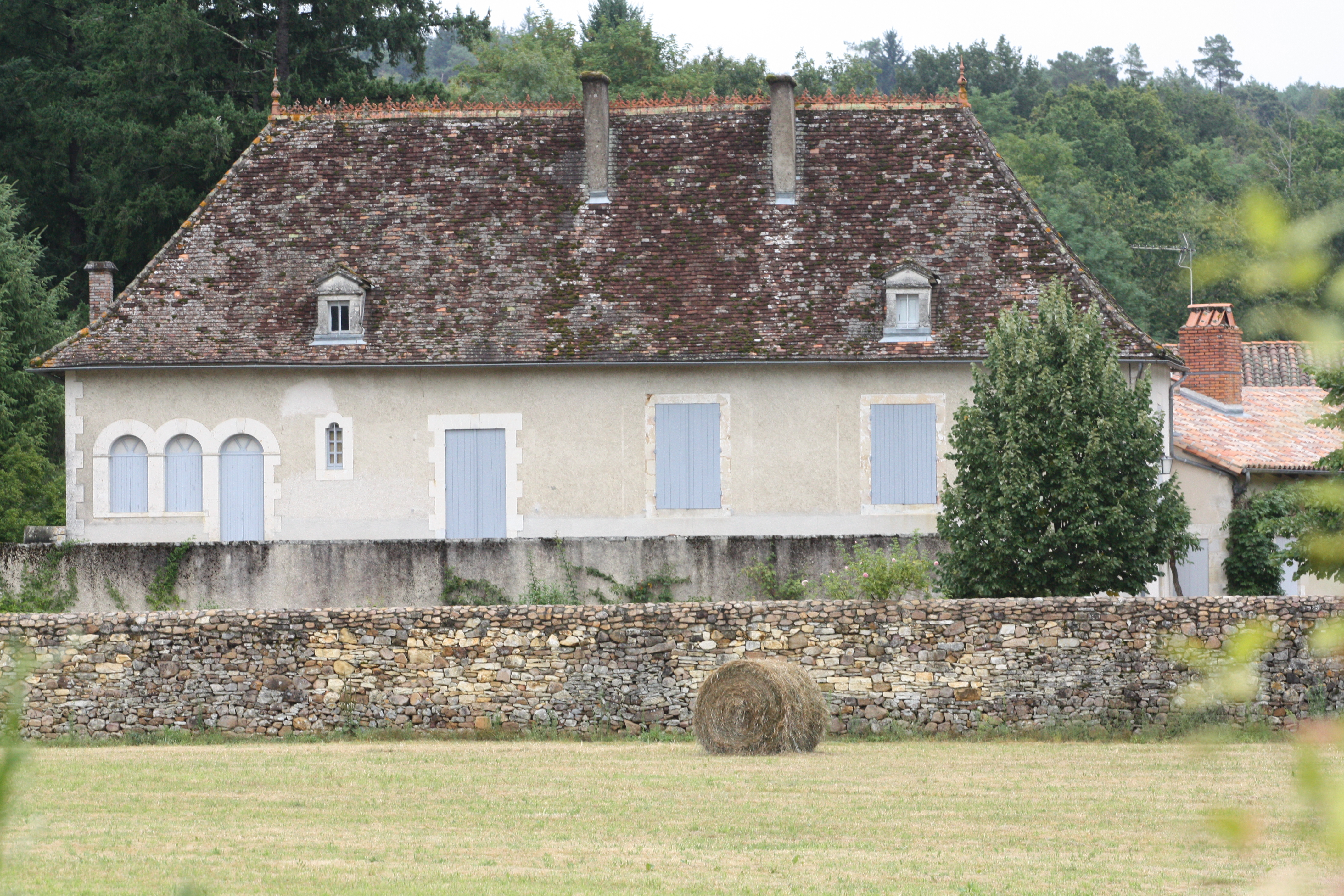
Fousseyraud
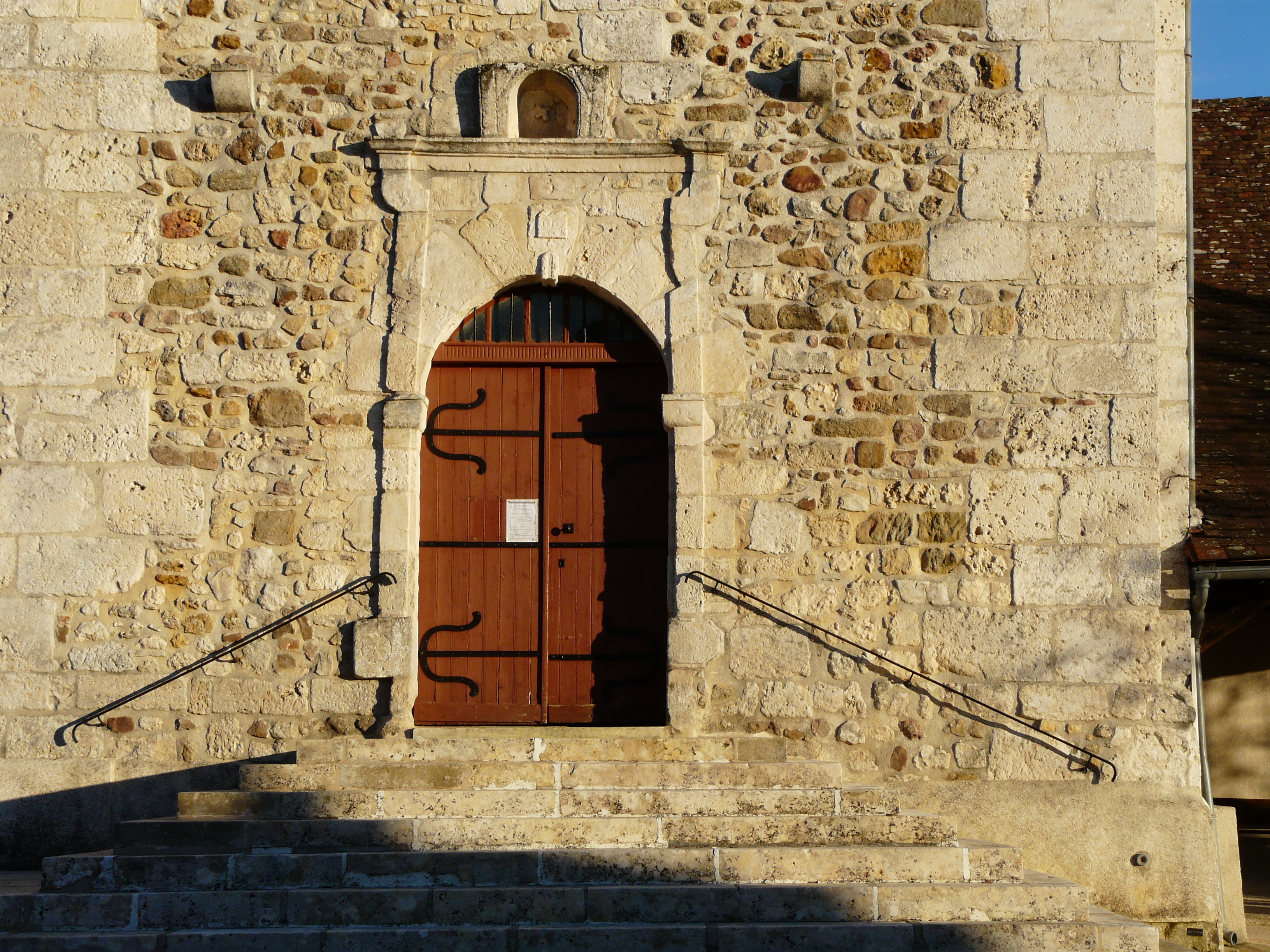
Eingangsportal von Saint-Martin
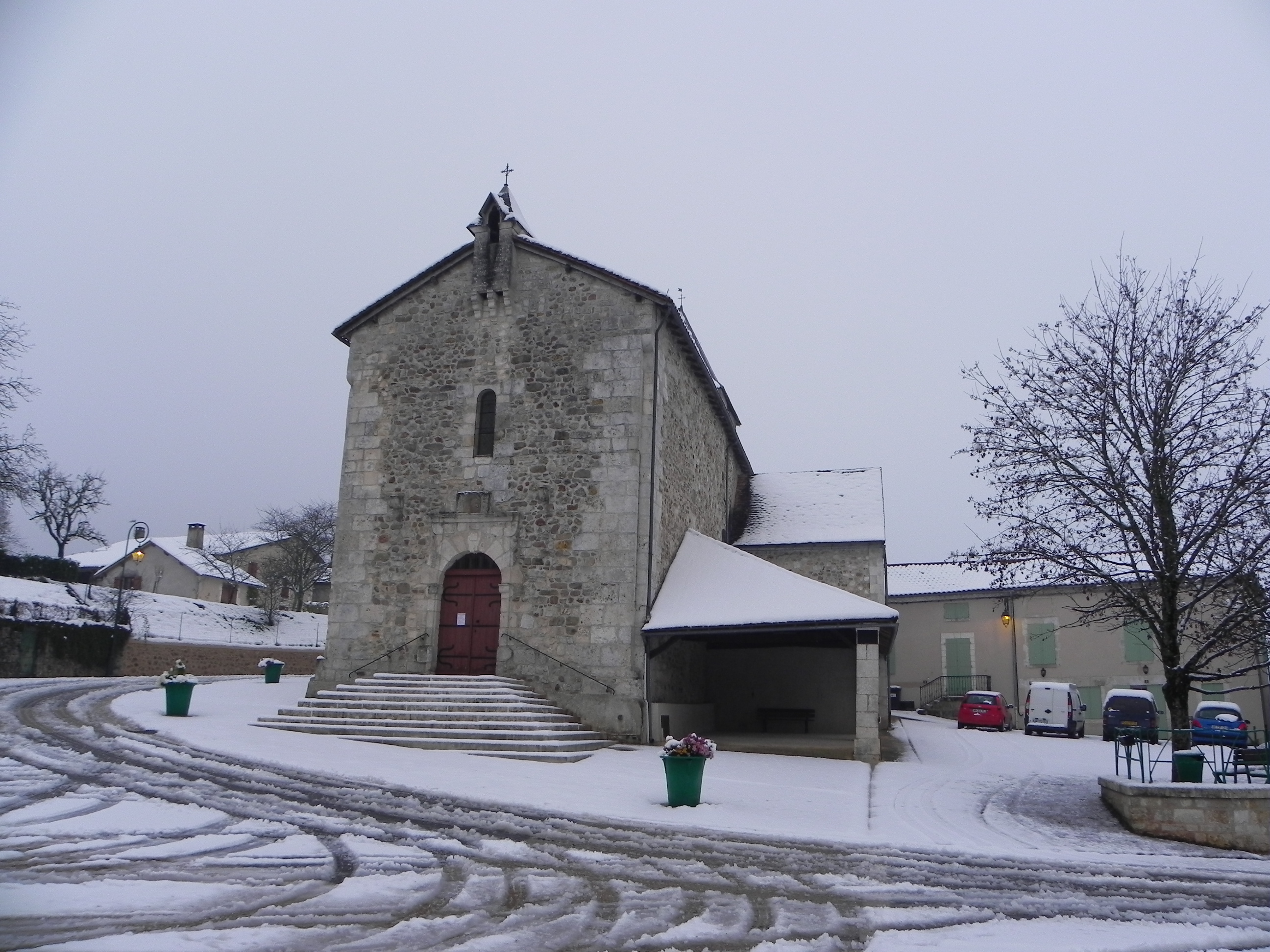
Saint-Martin im Winter
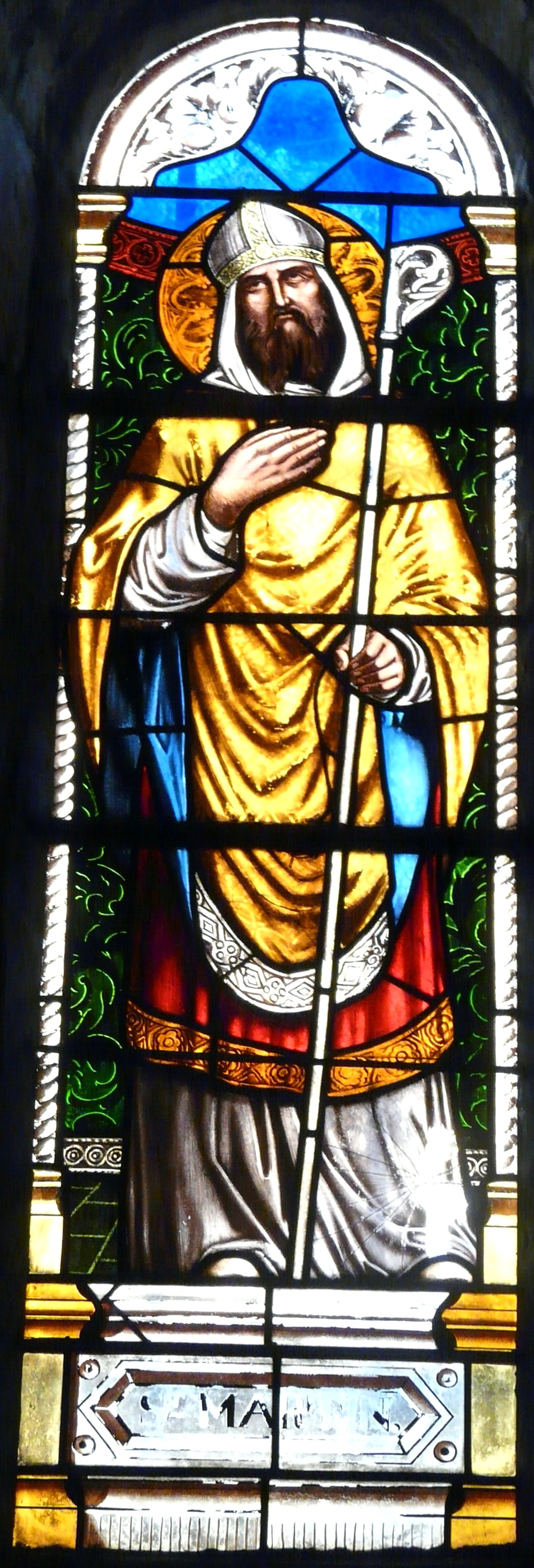
Heiliger Martin
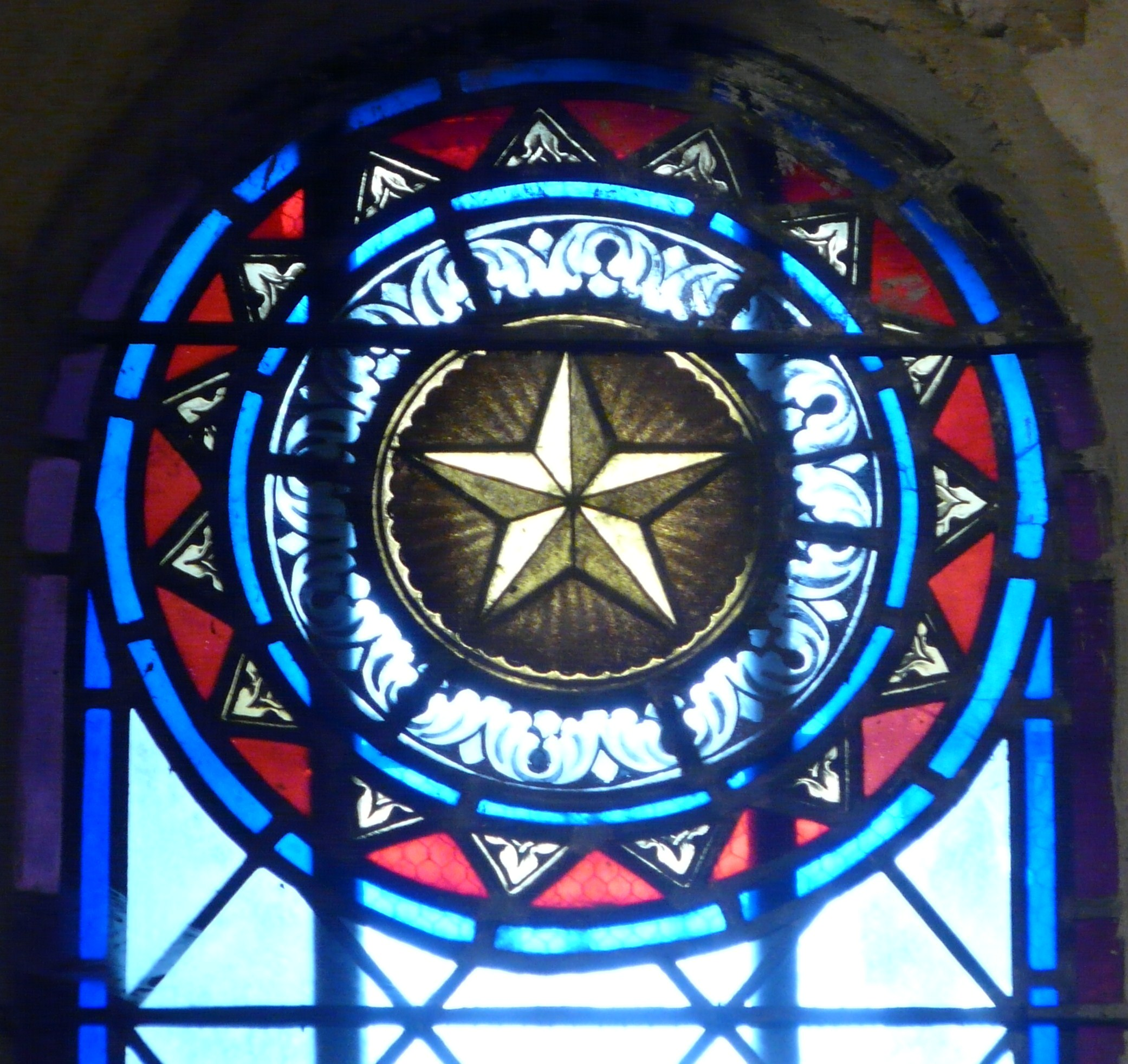
Bleiglasfenster in der Templerkirche
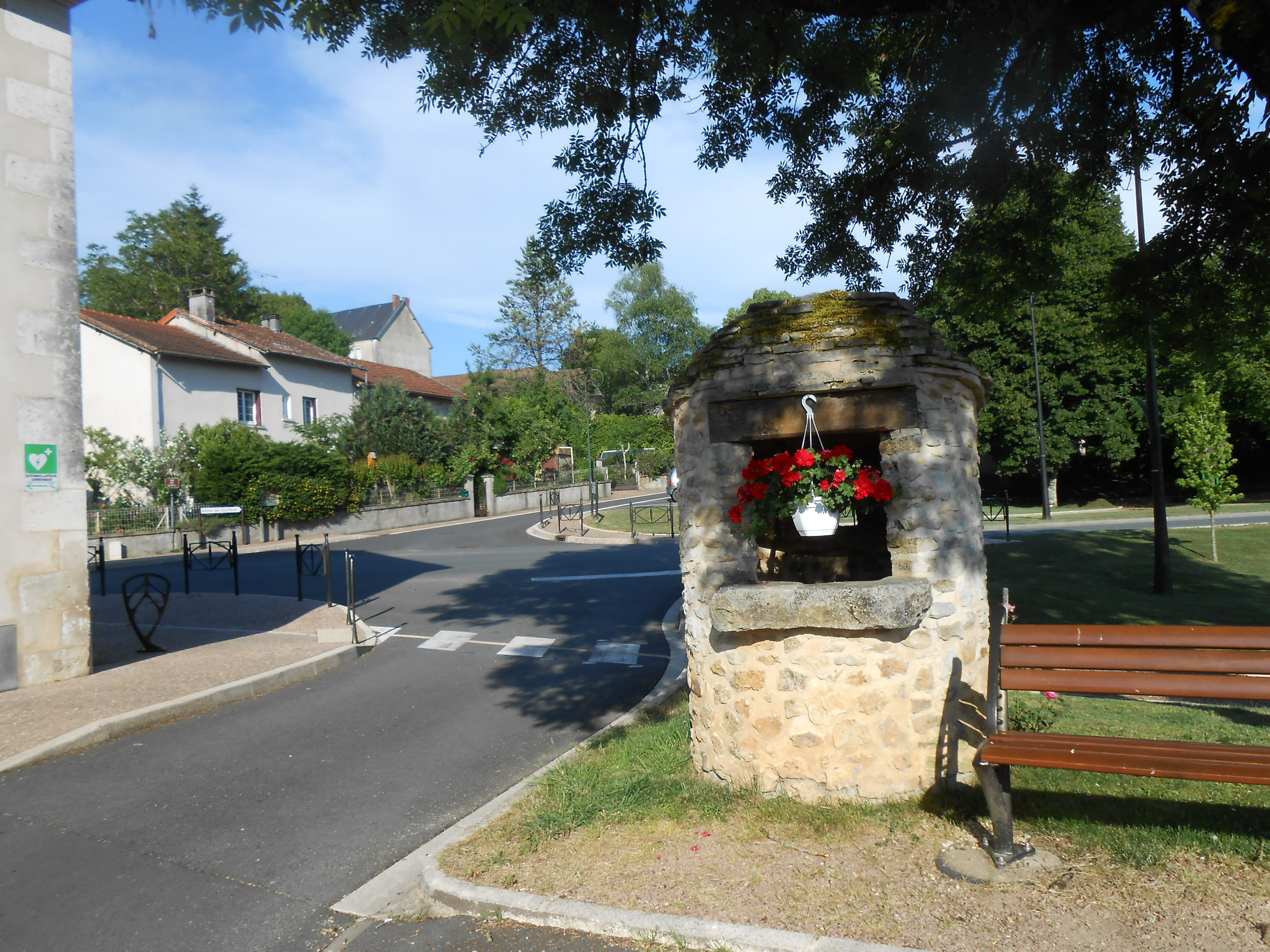
Brunnenplatz vor der Mairie
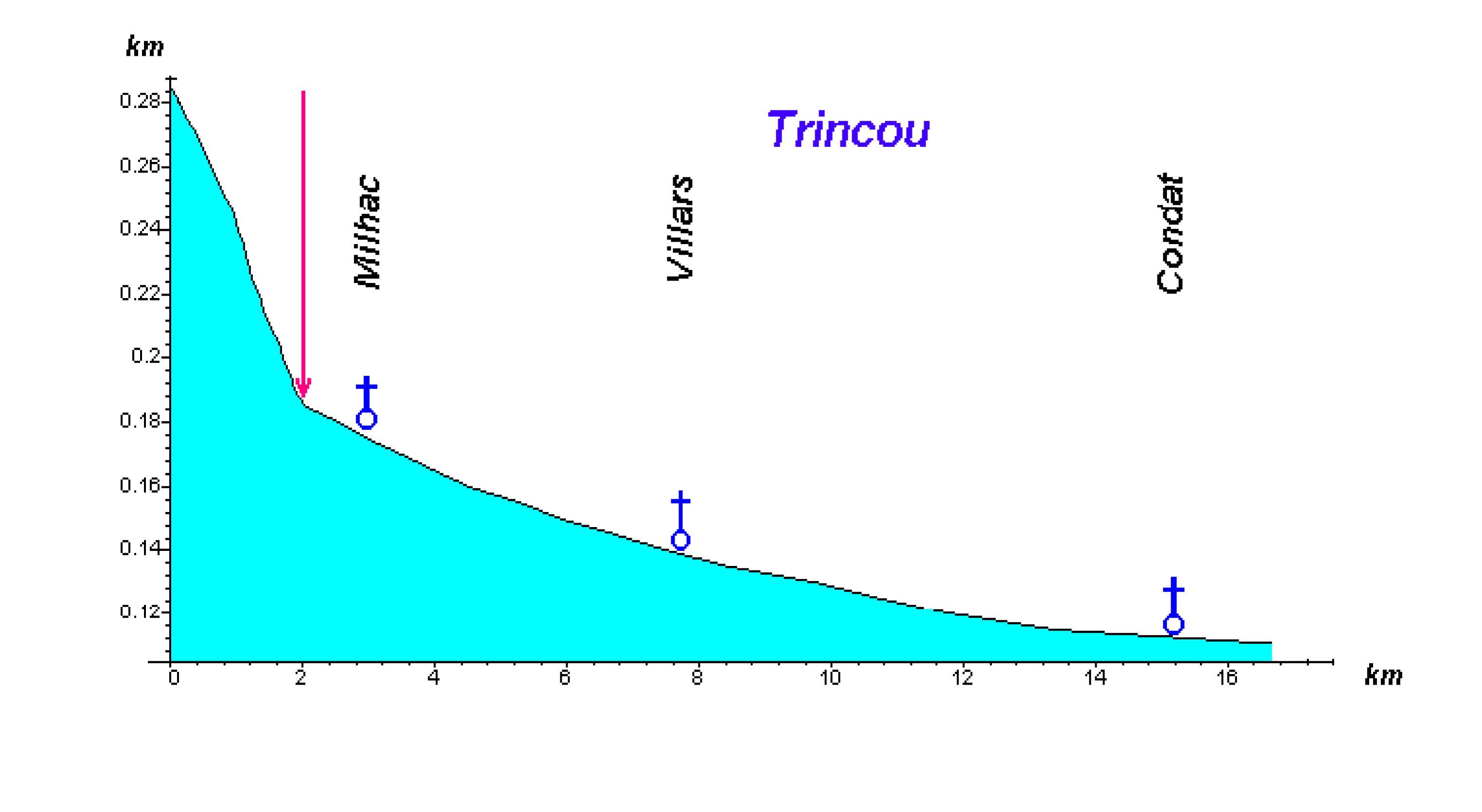
Flussprofil des Trincous mit Knickpunkt bei Milhac-de-Nontron